# Haruspex daithmus
Haruspex daithmus är en skalbaggsart som beskrevs av Martins 1976. Haruspex daithmus ingår i släktet Haruspex och familjen långhorningar. Inga underarter finns listade i Catalogue of Life.